# Lasius platythorax
Lasius platythorax es una especie de hormiga del género Lasius, tribu, Lasiini, orden Hymenoptera. Fue descrita por Seifert en 1991.

## Distribución
Se distribuye por Irán, Turquía, Andorra, Austria, Bielorrusia, Bélgica, Bulgaria, Croacia, República Checa, Dinamarca, Estonia, Finlandia, Francia, Alemania, Grecia, Hungría, Irlanda, Italia, Montenegro, Países Bajos, Noruega, Polonia, Rumania, Rusia, Eslovaquia, Eslovenia, España, Suecia, Suiza y Reino Unido.

## Hábitat
Habita en troncos podridos y secos, nidos, la vegetación y hojarasca. Se ha encontrado a elevaciones de 5-1250 metros.